# 4-Hydroxybenzoesäure-n-pentylester
4-Hydroxybenzoesäure-n-pentylester ist eine chemische Verbindung aus der Gruppe der Parabene.

## Eigenschaften
Die Verbindung ist ein weißer Feststoff, der praktisch unlöslich in Wasser ist.

## Verwendung
4-Hydroxybenzoesäure-n-pentylester wird als Konservierungsmittel in Kosmetika verwendet. Seine Verwendung ist in der Europäischen Union (EU) seit 2014 weder in Lebensmitteln noch in Kosmetika erlaubt.